# Phillip Boa and the Voodooclub
Phillip Boa and the Voodooclub ist eine deutsche Avantgarde-Pop- bzw. Independent-Band, die stark von ihrem Kopf bzw. Songwriter, Sänger und Gitarristen Phillip Boa geprägt ist.
Phillip Boa and the Voodooclub zählen zu den renommiertesten deutschen Bands, die auch international von Kritikern und Fans anerkannt sind (ARD). Bis heute ist sie die deutsche Band mit den meisten „Album-und-Single-der-Woche“-Auszeichnungen in der britischen Musikpresse (8× „Single der Woche“ und 5× „Album der Woche“ im New Musical Express, Melody Maker und Sounds). Bei der Umfrage „Made in Germany – Die einflussreichsten deutschen Musiker“ wurde Phillip Boa in den Top 20 geführt (laut.de).
Das Rolling-Stone-Magazin schrieb über den Bandleader, er sei „einer der schärfsten Beobachter unserer Gesellschaft“ und „profiliertesten Songwriter Deutschlands“, mit „zynisch-poetischen Blick, voller rätselhafter Metaphern und scharfen Weisheiten“ (New Musical Express) sowie „zauberhafter Prosa/Poesie in Texten und Figuren, gleichzeitig choral-zart und brachial, romantisch da, wo es passt“. „Seine Ideologie ist die Verweigerung des Anbiederns an Medien...“

## Geschichte
Phillip Boa and the Voodooclub wurde 1985 von Phillip Boa gegründet. Weitere Bandmitglieder der ersten Stunde waren Pia Lund, Voodoo und Der Rabe. Im selben Jahr veröffentlichte die Band ihr erstes Album, Philister. Philister erschien auf dem Label JA! Music und gelangte in die deutschen Indie-Charts. Ab 1986 wurde Philister über das Label Red Flame europaweit verkauft. Das zweite Album, Aristocracie, veröffentlichten Phillip Boa and the Voodooclub auf dem Label Constrictor, Phillip Boas eigenem Label. Es wurde von Eroc produziert, einem Schüler des Produzenten Conny Plank. Dieses Album erfreute sich zunehmender Beliebtheit, so findet es sich auf Platz 10 der Bestenliste der Independent-Musikzeitschrift Spex des Jahres 1986 wieder. Besonders in Großbritannien feierte es seine Erfolge. Seit 1987 tourte die Band in Europa. Phillip Boa and the Voodooclub unterzeichneten anschließend einen Vertrag mit dem Label Polydor, auf dem die nächsten Alben Copperfield und Hair erschienen. Mit der Single Container Love gelang 1989 der kommerzielle Erfolg und internationale Anerkennung. 1991 wurde das Album Helios (bzw. als rares Doppelalbum) auf Polydor veröffentlicht.
Nach dem bisher erfolgreichsten Album der Band, Boaphenia (1993 auf dem Label Polydor erschienen), widmete sich Phillip Boa seinem Metalprojekt Voodoocult. Weitere Alben (God, 1994, She, 1996, Lord Garbage, 1998) erschienen in der Folgezeit auf Motor Music. Nach dem Ausstieg von Pia Lund zwischen 1997 und 2003 trat Alison Galea von der maltesischen Band Beangrowers an ihre Stelle und übernahm die hohen Gesangsparts. Die Beangrowers wurden von Phillip Boa gefördert und traten um 2000 als Vorband bei den Touren von Phillip Boa and the Voodooclub auf. Seit 2001 finden alljährlich zur Weihnachtszeit an drei Abenden hintereinander „Kult-Konzerte“ in der Moritzbastei in Leipzig statt („Die legendären Weihnachtskonzerte“).
In den Jahren 2000 bis 2003 veröffentlichten Phillip Boa and the Voodooclub insgesamt drei Alben beim Label Sony/BMG-RCA (My Private War, 2000, The Red, 2001, C 90, 2003). Im Jahr 2005 erschien das Album Decadence & Isolation auf dem Label Motor Music, das an den Sound der 1980er Jahre von Bands, wie The Cure und Joy Division, anknüpft. Im Herbst 2006 ging Boa mit seinem Voodooclub auf Remastered-Tour. Dort wurden konsequent nur Stücke der drei wieder veröffentlichten Alben Copperfield, Hair und Hispanola gespielt. 2007 erschien das Album Faking to Blend In auf Motor Music. Im Februar 2009 ist das Album Diamonds Fall bei Rough Trade erschienen. Dafür wurde der Can-Schlagzeuger Jaki Liebezeit für die kompletten Drums und Percussion als Voodooclub-Mitglied engagiert. Im Sommer 2010 erschien das Live-Album Exile on Strait Street auf dem eigenen Label Constrictor. Die Alben Helios und Boaphenia wurden im Frühjahr 2011 auf Vertigo/Universal neu gemastert veröffentlicht.
Im August 2012 erschien mit Loyalty ein neues Studioalbum auf Cargo Records. Das Album wurde auf Malta und in London aufgenommen und von David Vella, Boa und Brian Viglione produziert, von Ian Grimble in London gemixt und von Frank Arkwright in den Abbey Road Studios gemastert. Im selben Jahr schrieb John Robb, ein renommierter englischer Musikkritiker, im Louder Than War Magazine: „Boa ist einer der bedeutendsten deutschen Künstler der letzten 30 Jahre.“ 2013 erschien im Juli das Fan-Album Reduced!, das im Winter 2012 in der Moritzbastei aufgenommen wurde. Es soll „den Dreck und die Intensität von intimen Clubkonzerten“ ausstrahlen. Im Studio wurde nur die Instrumentierung herausgearbeitet, Fehler blieben aber unkorrigiert. Zugleich soll es Pia Lund „ein Denkmal“ setzen, die Ende 2013 die Band auf eigenen Wunsch verließ. Seit 2014 arbeitet der Voodooclub mit verschiedenen Gastsängerinnen. Am 22. August 2014 erschien das Studioalbum Bleach House bei Cargo Records, und erreichte Platz 7 in den Albumcharts. Das Album wurde produziert von David Vella auf Malta und in London, gemixt in den Konk Studios London von Dougal Lott und gemastert von Fred Kevorkian in den New Yorker Avatar Studios.
Nach vielen intensiven Jahren und mehr als 2,5 Millionen verkauften Tonträgern wurde am 16. September 2016 die Werkschau Blank Expression – A History Of Singles 1986–2016 auf Capitol Records/Universal Music veröffentlicht und erreichte Platz 8 in den Albumcharts. Die Werkschau enthält neben den wichtigsten Singles u. a. auch 12 neue Songs unter dem Albumtitel „Fresco – A Collection Of 12 New Songs“. Die „Blank Expression“ Tour 2016/2017 war für die Band ein weiterer Meilenstein Richtung alter Größe. Die aktuellen Besucherzahlen erreichen wieder das Niveau vom bisher erfolgreichsten Jahr (1993), u. a. spielte der Voodooclub ausverkaufte Shows in Hamburg, Köln, Dresden und München sowie an zwei Abenden hintereinander im ausverkauften Berliner „Huxleys Neue Welt“.
Am 10. August 2018 ist das neue Studioalbum Earthly Powers via Cargo Records erschienen und erreichte (trotz einer Musikstreaming-Verweigerung) mit Platz 3 der deutschen Albumcharts die höchste Chartplatzierung in der Bandgeschichte. Entstanden und aufgenommen wurde das Album größtenteils in London, produziert von David Vella und Boa. Abgemischt wurde das Album durch Ian Grimble in den Church Studios, London, bekannt für seine Arbeit für die Manic Street Preachers, Mumford & Sons, Daughter oder Temples. Das Mastering erfolgte in den Power Station Studios, New York, durch Fred Kevorkian (The National, Sonic Youth, White Stripes). „Earthly Powers klingt fantastisch, bietet großartig geniales Songwriting. Ein vielfältiges Album voller kleiner Geschichten, die allesamt in starke Songs verpackt wurden und auf einen neuen künstlerischen Gipfel führen.“
Am 12. Mai 2023 erschien BOAPHENIA – 30 Jahre Jubiläumsedition mit neuen Liedern. Sie erschien als 2LP-Doppelvinyl sowie als 2CD-Mintpack und Deluxe EarBook Edition, bestehend aus insgesamt vier CDs, einem Hardcover-Fotobuch über 52 Seiten und einer 10"-Single auf Vinyl. Zudem befinden sich auf dem Release 12 neue unveröffentlichte Songs. Zwei davon enthalten wiederentdeckte Original-Gesangsspuren der damaligen Sängerin Pia Lund, um welche herum neue Songs geschneidert wurden.
Das Polydor Major-Debütalbum COPPERFIELD wurde am 9. August 2024 als Re-Edition (Reworked & Remastered inkl. 5 neuer Lieder) von Capitol Records/Universal Music neu veröffentlicht und erreichte als bester Re-Entry Platz 12 der Albumcharts.
HAIR, eines der wichtigsten deutschen Indie Rock-Alben, wurde am 25. April 2025 via Capitol Records/Universal Music als Jubiläumsedition und Re-Edition neu veröffentlicht (inkl. 10 neuer Songs „The Honeymoon Files“). Das international gelobte, preisgekrönte Album mit seinem experimentellen Mix aus Indie Rock, Post Punk und Art Pop erreichte die Top 3 der offiziellen Albumcharts.
Auf der Bühne spielte der Voodooclub mit anderen Bands und Künstlern wie David Bowie, Bob Dylan, John Lydon’s Public Image Ltd., Nick Cave, Sonic Youth, Björk, The Fall, Residents, Gun Club, Iggy Pop und Manic Street Preachers. Produziert wurde der Voodooclub u. a. von Tony Visconti (David Bowie), John Leckie (Morrissey, New Order), Gareth Jones (Interpol, Depeche Mode), Gordon Raphael (Strokes), Ian Grimble (Manic Street Preachers, Bauhaus, Mumford and Sons) und arbeitete mit Aphex Twin, LFO, Schneider TM, The Notwist, Jaki Liebezeit (CAN) sowie Brian Viglione (Dresden Dolls, Nine Inch Nails) zusammen.

## Stil
Die Musik Boas ist beeinflusst vom britischen Post-Punk, Indie-/Alternative Rock und Avantgarde. Boas Kompositionen und cinematische Songtitel werden europaweit oft als Hintergrundmusik oder Soundtracks für Reportagen, Dokumentationen und Filme verwendet, u. a. steuerte er diverse Songs für das preisgekrönte BBC-Drama „Redemption“ bei (mit den Oscar nominierten Schauspielern Sir Tom Courtenay und Miranda Richardson).
Als deutscher Komponist und Songwriter grenzt sich Boa bereits durch seine Herangehensweise beim Komponieren vom klassischen Songwriting ab. Er beginnt mit einem Storyboard, als ob er einen Kurzfilm drehen würde, etwa wie einen Cartoon, mit groben Scribblings, Zeichnungen und kompletten Texten. Erst wenn er dieses Storyboard beendet hat, geht er ins Studio und dreht mit seinen Musikern diesen Film als „Regisseur ohne Bilder“. Was die Musiker dann als Vorgabe von ihm bekommen, ist die Tonart, die präzise Geschwindigkeit sowie eine exakte Beschreibung der „Filmszenen“.

## Rezeption
- Spiegel Kultur: „Boa ist schon ein komischer Pop-Heiliger – aber er ist vermutlich der einzige, den wir haben.“[30]

## Trivia
- Phillip Boa and the Voodooclub haben eine sehr loyale Anhängerschaft und eingeschworene Fangemeinde. Diese Anhänger nennen sich „Members of the Voodooclub“. Die Preise für vergriffene, rare Veröffentlichungen der Band sind daher (oft auch durch amerikanische oder japanische Fans) extrem hoch.
- Die Band Die Ärzte singt in ihrem Song Wir sind die Besten (Bonus-EP zum Album Jazz ist anders) über Phillip Boa. Dabei stellt sie Boa und sich in ironischer Weise als die letzten guten Musiker dar.
- Pia Lund und Phillip Boa waren privat ein Paar.[31] Nach dem ersten Best-of-Album verließ Lund 1997 die Band und veröffentlichte 1999 ihr Soloalbum Lundaland. 2002 schloss sie sich der Band wieder an und war seit dem Album C 90 (2003) Mitglied bis zu ihrem Ausstieg Ende 2013. Seit 2014 arbeitet der Voodooclub mit verschiedenen Gastsängerinnen.[17]
- Im April 1991 wanderte Phillip Boa nach Malta aus. Das im selben Jahr erschienene Live-Album trägt den Namen Live! Exile on Valletta Street. Im Juli 2010 folgte das Album Live! Exile on Strait Street.
- Seine Zelte auf der Insel Malta hat Phillip Boa seit geraumer Zeit abgebrochen und sein neues Domizil in den Norden von London verlegt. Weiterhin lebt er auch nach wie vor in seiner Heimatstadt Dortmund.[32][33]

## Diskografie
Studioalben

| Jahr | Titel Musiklabel                                                   | Höchstplatzierung, Gesamtwochen, AuszeichnungChartsChartplatzierungen (Jahr, Titel, Musiklabel, Platzierungen, Wochen, Auszeichnungen, Anmerkungen) | Anmerkungen                                               |
| Jahr | Titel Musiklabel                                                   | DE | Anmerkungen                                               |
| ---- | ------------------------------------------------------------------ | --- | --------------------------------------------------------- |
| 1985 | Philister Ja! Music/Constrictor (UMG)                              | — | Erstveröffentlichung: 3. Mai 1985                         |
| 1986 | Aristocracie Constrictor                                           | — | Erstveröffentlichung: 15. September 1986                  |
| 1988 | Copperfield Polydor (UMG)                                          | DE47 (6 Wo.)DE | Erstveröffentlichung: 18. Januar 1988                     |
| 1988 | Copperfield • Re-Edition 2024 Capitol Records/Vertigo Berlin (UMG) | DE12 (1 Wo.)DE | Neuveröffentlichung: 9. August 2024 Reworked + Remastered |
| 1989 | Hair Polydor (UMG)                                                 | DE26 (14 Wo.)DE | Erstveröffentlichung: 13. Januar 1989                     |
| 1989 | Hair • Re-Edition 2025 Capitol Records/Vertigo Berlin (UMG)        | DE3 (1 Wo.)DE | Neuveröffentlichung: 25. April 2025 Reworked + Remastered |
| 1990 | Hispañola Polydor (UMG)                                            | DE14 (19 Wo.)DE | Erstveröffentlichung: 12. Januar 1990                     |
| 1991 | Helios (UMG) Polydor                                               | DE32 (9 Wo.)DE | Erstveröffentlichung: 18. Februar 1991                    |
| 1993 | Boaphenia Polydor (UMG)                                            | DE15 (18 Wo.)DE | Erstveröffentlichung: 17. Februar 1993                    |
| 1993 | Boaphenia • Re-Edition 2023 Capitol Records/Vertigo Berlin (UMG)   | DE10 (1 Wo.)DE | Neuveröffentlichung: 12. Mai 2023 Reworked + Remastered   |
| 1994 | God Motor Music (UMG)                                              | DE23 (10 Wo.)DE | Erstveröffentlichung: 14. März 1994                       |
| 1996 | She Motor Music (UMG)                                              | DE32 (9 Wo.)DE | Erstveröffentlichung: 22. Januar 1996                     |
| 1998 | Lord Garbage Motor Music (UMG)                                     | DE22 (5 Wo.)DE | Erstveröffentlichung: 16. Februar 1998                    |
| 2000 | My Private War RCA/BMG (Sony)                                      | DE23 (4 Wo.)DE | Erstveröffentlichung: 31. Januar 2000                     |
| 2001 | The Red RCA/BMG (Sony)                                             | DE59 (1 Wo.)DE | Erstveröffentlichung: 6. August 2001                      |
| 2003 | C 90 RCA/BMG (Sony)                                                | DE46 (1 Wo.)DE | Erstveröffentlichung: 22. September 2003                  |
| 2005 | Decadence & Isolation Motor Entertainment                          | DE40 (2 Wo.)DE | Erstveröffentlichung: 29. August 2005                     |
| 2007 | Faking to Blend In Motor Entertainment                             | DE59 (1 Wo.)DE | Erstveröffentlichung: 3. August 2007                      |
| 2009 | Diamonds Fall Rough Trade/Constrictor                              | DE45 (3 Wo.)DE | Erstveröffentlichung: 13. Februar 2009                    |
| 2012 | Loyalty Cargo Records/Constrictor                                  | DE13 (3 Wo.)DE | Erstveröffentlichung: 10. August 2012                     |
| 2014 | Bleach House Cargo Records/Constrictor                             | DE7 (3 Wo.)DE | Erstveröffentlichung: 22. August 2014                     |
| 2018 | Earthly Powers Cargo Records                                       | DE3 (3 Wo.)DE | Erstveröffentlichung: 31. August 2018                     |